# (21079) 1991 RR17
(21079) 1991 RR17 est un astéroïde de la ceinture principale d'astéroïdes découvert en 1991.

## Description
(21079) 1991 RR17 a été découvert le 11 septembre 1991 à l'observatoire Palomar, situé au nord de San Diego en Californie, par Henry E. Holt.

### Caractéristiques orbitales
L'orbite de cet astéroïde est caractérisée par un demi-grand axe de 2,76 UA, un périhélie de 2,33 UA, une excentricité de 0,16 et une inclinaison de 9,34° par rapport à l'écliptique. Du fait de ces caractéristiques, à savoir un demi-grand axe compris entre 2 et 3,2 UA et un périhélie supérieur à 1,666 UA, il est classé, selon la JPL Small-Body Database, comme objet de la ceinture principale d'astéroïdes.

### Caractéristiques physiques
(21079) 1991 RR17 a une magnitude absolue (H) de 13,3 et un albédo estimé à 0,067.